# Sialang Dolok
Sialang Dolok is een bestuurslaag in het regentschap Padang Lawas Utara van de provincie Noord-Sumatra, Indonesië. Sialang Dolok telt 109 inwoners (volkstelling 2010).